# NGC 5175
NGC 5175 is een ster in het sterrenbeeld Maagd. Het hemelobject werd op 15 maart 1783 ontdekt door de Duits-Britse astronoom William Herschel.